# 366 僕らのDAYS
「366 僕らのDAYS」（さんろくろく・ぼくらのデイズ）は、日本のロックバンド・100%FREEのライブ会場限定販売（通算5作目）のシングル。

## 概要
DJを担当したB-BURG脱退後で、読みを変えないまま、Hundred Percent Freeから100%Free名義改名後初の作品はライブ会場限定シングル。

## 収録曲
1. 366 僕らのDAYS
2. VIVA la FEVER
3. Symmetry

## 収録アルバム
- 百年物語〜The Complete Best〜 (#1,2)